# Amt Fröndenberg
Das Amt Fröndenberg war bis zur Kommunalreform, die am 1. Januar 1968 in Kraft trat, ein Amt im Kreis Hamm, ab 1930 Kreis Unna. Es gehörte zur preußischen Provinz Westfalen und zum Land Nordrhein-Westfalen.

## Geographie

### Lage
Das Amt lag nördlich der Ruhr und bildete den Süden des Kreises/Landkreises Hamm bzw. Kreises Unna.

### Nachbarn
Das Amt Fröndenberg grenzte, im Norden beginnend im Uhrzeigersinn, an die amtsfreie Stadt Unna und das Amt Unna-Kamen sowie an die Kreise/Landkreise Soest, Iserlohn und Dortmund (während der Existenz des Kreises Hörde von 1887 bis 1929 an diesen; bei dessen Auflösung fielen die an das Amt Fröndenberg im Westen angrenzenden Gemeinden an das Amt Unna-Kamen).

## Geschichte

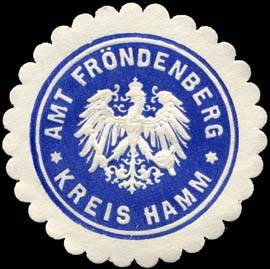
Siegelmarke Amt Fröndenberg

Die preußische Landgemeindeordnung für die Provinz Westfalen von 1841 ersetzte die in der Franzosenzeit (1806 bis 1813) eingeführten Bürgermeistereien mit Wirkung ab 1843 durch Ämter. Die Bürgermeisterei Fröndenberg war um 1809 im Kanton Unna des Großherzogtums Berg eingerichtet worden.
Das Amt Fröndenberg gehörte zunächst zum Kreis Hamm und umfasste anfänglich die 18 Gemeinden Altendorf, Ardey, Bausenhagen, Bentrop, Billmerich, Dellwig, Frohnhausen, Frömern, Dorf Fröndenberg, Stift Fröndenberg, Kessebüren, Langschede, Neimen, Ostbüren, Stentrop, Strickherdicke, Warmen und Westick b. Fröndenberg.
Am 1. April 1902 wurden die Gemeinden Dorf Fröndenberg, Stift Fröndenberg und Westick bei Fröndenberg zur Gemeinde Fröndenberg zusammengeschlossen.
Anlässlich der Auskreisung der Stadt Hamm am 1. April 1901 wurde aus dem Kreis der Landkreis Hamm. Nach einer Gebietserweiterung im Jahr 1929 wurde dieser im Oktober 1930 in Kreis Unna umbenannt.
Am 1. August 1964 wurden Ardey und Dellwig nach Langschede eingemeindet.
Am 1. Januar 1968 wurde das Amt durch das Gesetz zur Neugliederung des Landkreises Unna aufgelöst. Billmerich und Kessebüren kamen zur Stadt Unna, alle übrigen Gemeinden wurden zur neuen Stadt Fröndenberg zusammengeschlossen.

### Wappen
| Wappen des ehemaligen Amtes Fröndenberg, Kreis Unna | Blasonierung: „Belegt mit einem in drei Reihen von Rot und Silber geschachten Balken; im Schildhaupt Gold (Gelb)-Rot und im Schildfuß Rot-Gold (Gelb) geständert.“ |
| Wappen des ehemaligen Amtes Fröndenberg, Kreis Unna | Wappenbegründung: Das Wappen wurde am 17. August 1937 vom Oberpräsidenten der Provinz Westfalen genehmigt. Der Schachbalken entstammt dem Wappen des Grafen von der Mark frühere Landesherren über das Amtsgebiet. Die Ständerung entstammt dem Wappen Herren von Ardey; die ab dem 12. Jahrhundert in Amtsgebiet ansässig waren. |

## Gemeinden

### Gliederung der Bürgermeisterei Fröndenberg
Die Bürgermeisterei Fröndenberg war bis 1843 wie folgt gegliedert:
- A. Kirchspiel und Steuergemeinde Dellwig
  - 1. Dellwig
  - 2. Altendorf
  - 3. Billmerich
  - 4. Strickherdicke
  - 5. Ardey, auch West-Ardey
  - 6. Langschede
- B. Kirchspiel und Steuergemeinde Fröndenberg
  - 7. Stift Fröndenberg
  - 8. Dorf Fröndenberg
  - 9. Westick
- C. Kirchspiel und Steuergemeinde Bausenhagen
  - 10. Bausenhagen
  - 11. Stentrop
  - 12 Bentrop
  - 13. Warmen
  - 14. Frohnhausen
  - 15. Neimen, auch Wasser-Neimen
- D. Kirchspiel und Steuergemeinde Frömern
  - 16. Frömern
  - 17. Ostbüren
  - 18. Kessebüren

Die 18 Orte der Bürgermeisterei wurden Landgemeinden im Amt Fröndenberg im Sinne der
Landgemeindeordnung für die Provinz Westfalen.

### Gebietsänderungen
| Datum      | Gemeinde vor der Änderung                                    | Maßnahme        | Gemeinde nach der Änderung |
| ---------- | ------------------------------------------------------------ | --------------- | -------------------------- |
| 01.04.1902 | Dorf Fröndenberg, Stift Fröndenberg, Westick bei Fröndenberg | Zusammenschluss | Fröndenberg                |
| 01.08.1964 | Ardey, Dellwig                                               | Eingliederung   | Langschede                 |

### Verbleib der Gemeinden
| Ehemalige Gemeinde | Datum der Änderung | Neue Gemeinde | Anmerkungen                        |
| ------------------ | ------------------ | ------------- | ---------------------------------- |
| Altendorf          | 01.01.1968         | Fröndenberg   |                                    |
| Ardey              | 01.08.1964         | Langschede    | ab dem 01.01.1968 zu Fröndenberg   |
| Bausenhagen        | 01.01.1968         | Fröndenberg   |                                    |
| Bentrop            | 01.07.1969         | Fröndenberg   | Gut Scheda zu Wickede (Ruhr)       |
| Billmerich         | 01.01.1968         | Unna          |                                    |
| Dellwig            | 01.08.1964         | Langschede    | ab dem 01.01.1968 zu Fröndenberg   |
| Frohnhausen        | 01.01.1968         | Fröndenberg   |                                    |
| Frömern            | 01.01.1968         | Fröndenberg   |                                    |
| Fröndenberg        | 01.01.1968         | Fröndenberg   | ab dem 01.06.2003 Fröndenberg/Ruhr |
| Kessebüren         | 01.01.1968         | Unna          |                                    |
| Langschede         | 01.01.1968         | Fröndenberg   |                                    |
| Neimen             | 01.01.1968         | Fröndenberg   |                                    |
| Ostbüren           | 01.01.1968         | Fröndenberg   |                                    |
| Stentrop           | 01.01.1968         | Fröndenberg   |                                    |
| Strickherdicke     | 01.01.1968         | Fröndenberg   |                                    |
| Warmen             | 01.01.1968         | Fröndenberg   |                                    |